# Mennica w Płocku
Mennica w Płocku – mennica książąt piastowskich okresu rozbicia dzielnicowego, w której bito brakteaty, w końcu XX w. niedostatecznie rozszyfrowane i powiązane z którymkolwiek z władców.